# Nikolaï Alexandrovitch Tretiakov
Le comte Nikolaï Alexandrovitch Tretiakov (en russe : Николай Александрович Третьяков), né en 1877 et mort le 14 octobre 1920, est un militaire russe, général major des armées blanches.

## Formation
Nikolaï Tretiakov étudie d’abord au Corps des cadets de Tiflis puis à l’école d’artillerie Michel et l’académie d’artillerie Michel (toutes deux à Saint-Pétersbourg).

## Carrière militaire
Tretiakov participe à la Première Guerre mondiale tout d’abord comme commandant de la 3e batterie de la 3e brigade d’artillerie de la garde (faisant partie du 2e corps de la garde impériale), au rang de colonel. Pour ses mérites lors des combats vers Łódź en novembre 1914 il est décoré de l’Ordre de Saint-Georges de 4e classe.
Début janvier 1918 Tretiakov rallie le Don et s’engage dans l’armée des volontaires. Il participe à la campagne de glace et à la seconde campagne du Kouban. À la tête d’un détachement d’assaut il s’illustre lors de la prise de Koursk le 7 septembre 1919 puis s’empare de Chtchigry le lendemain.
Il commande d'octobre 1919 à mars 1920 la Division d'Alekseïev. Le 26 mars il prend le commandement de la division du général Markov, à la tête de laquelle il mène les combats dans le nord du gouvernement de Tauride.
Les 13 et 14 octobre, avec le soutien de la cavalerie de Babiev et Barbovitch ainsi que des unités de la Division de Kornilov, Tretiakov tente une attaque en direction de Nikopol sur la rive droite du Dniepr mais essuie une défaite face à la 2e armée de cavalerie de Mironov.
Après une série de revers Tretiakov est révoqué de son commandement par le général Wrangel. À la réception du télégramme l’informant de sa révocation le général Tretiakov se suicide dans son état-major situé alors à Beriozovka. Il est enterré à Sébastopol.